# Rapids City
Rapids City é uma vila localizada no estado americano de Illinois, no Condado de Rock Island.

## Demografia
Segundo o censo americano de 2000, a sua população era de 953 habitantes.
Em 2006, foi estimada uma população de 980, um aumento de 27 (2.8%).

## Geografia
De acordo com o United States Census Bureau tem uma área de
4,0 km², dos quais 4,0 km² cobertos por terra e 0,0 km² cobertos por água.

## Localidades na vizinhança
O diagrama seguinte representa as localidades num raio de 12 km ao redor de Rapids City.